# 善導寺 (臺北市)
25°02′44″N 121°31′29″E / 25.04556°N 121.52472°E
善導寺（英語：Shandao Temple），全名為財團法人台北市淨土宗善導寺，位於台灣台北市忠孝東路，為主祀釋迦牟尼佛之佛寺。臺北捷運在此設有同名捷運站

## 歷史

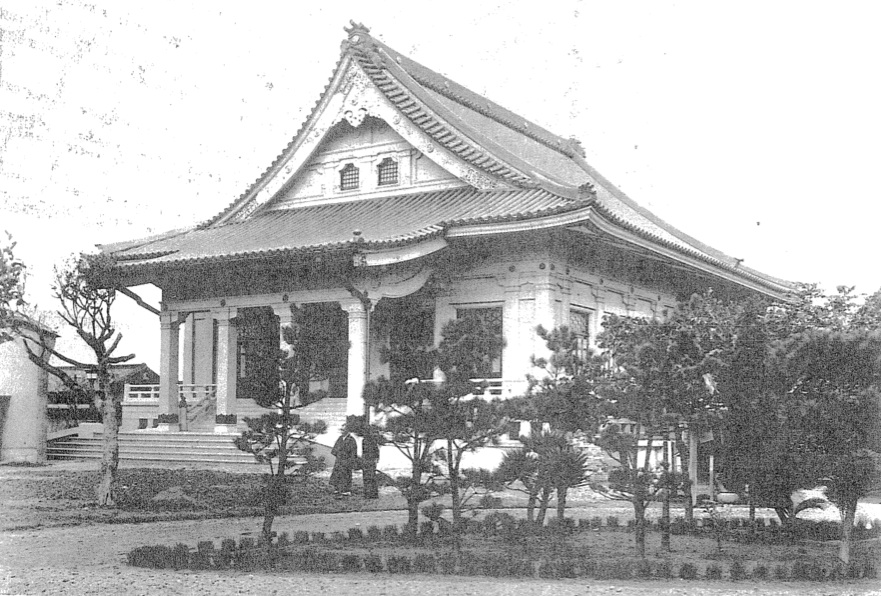
淨土宗台北別院開教院本堂

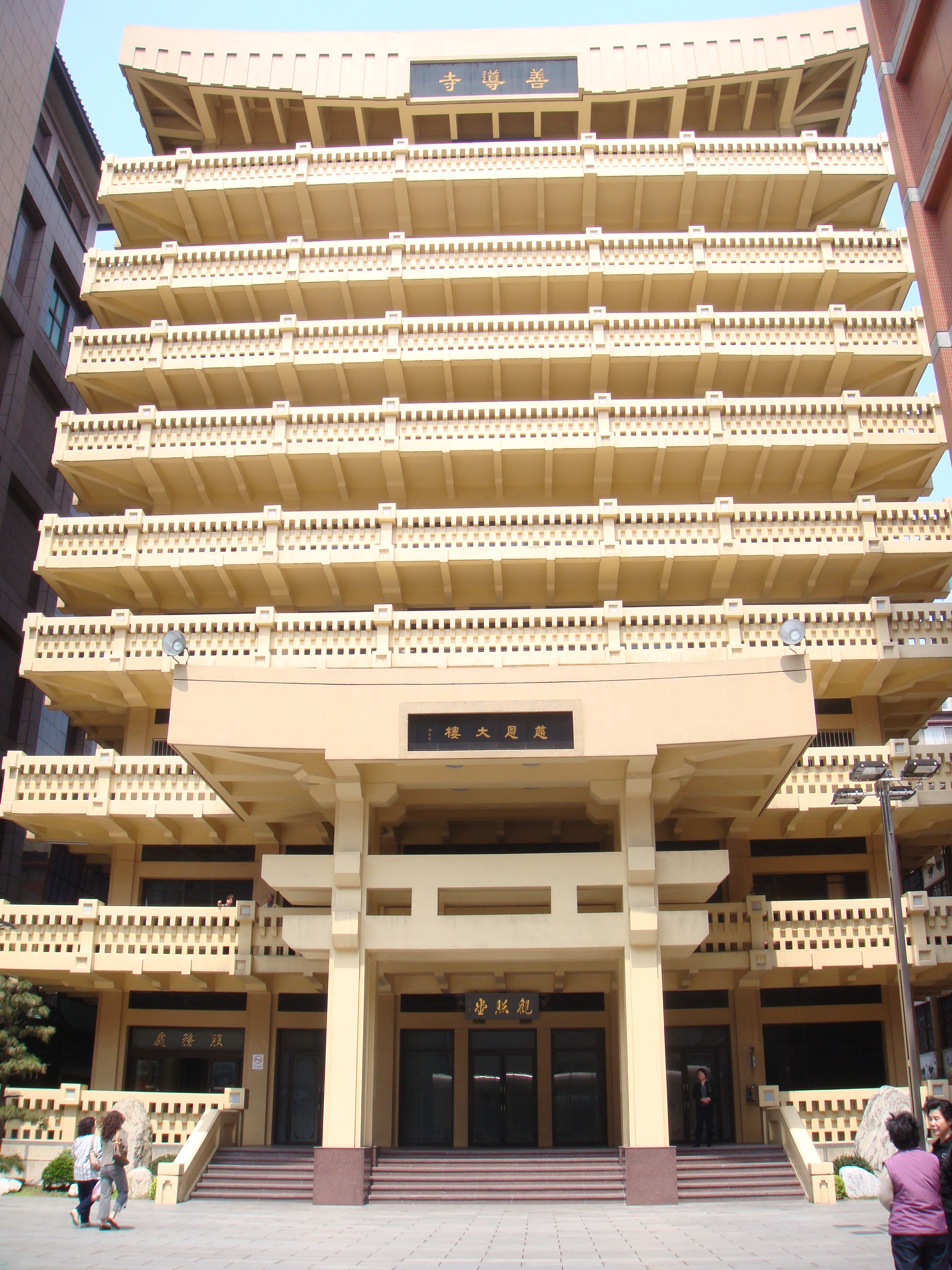
善導寺慈恩大樓

善導寺原名「淨土宗台北別院」，是日本淨土宗鎮西派總本山「知恩院」在台灣的別院，位於日治時期的樺山町，是當時日本淨土宗在台灣的布教中心和信仰中心，管理全台灣的淨土宗寺廟。明治28年（1895年）由橋本定憧師在台北城內府前街建立淨土宗的布教所，是現在善導寺的前身。明治40年（1907年）因市區改正，移轉至圓山忠魂堂內。昭和元年（1926年）又因建物老朽，再移至樺山町（即現在地）並新建廟宇。1936年5月，興築開教院本堂，設計者是畠山喜三郎，以鋼筋混凝土構築；1937年11月完工。
善導寺因淨土宗善導大師而得名。1945年後由台北市政府教育局依法接收，1948年交由李子寬居士接管。經過多次整修，今善導寺主體為九層樓現代建築。另外，善導寺的組織型態為財團法人制，祭典日期則是每年農曆四月初八。
1998年，台北市政府民政局有意指定畠山喜三郎設計的本堂為古蹟，3月25日現勘後，4月28日預訂召開古蹟審查大會前，寺方火速拆除，原址新建10層樓高的新「大雄寶殿」，並採用中國政協委員趙樸初之書法字為門額。

## 簡介
善導寺是日本佛教淨土宗所設立的佛寺。在日本統治台灣的五十年當中，日本佛教計有八宗十四派傳入台灣，不過各宗派的布教活動成效不一。其中台北市內較著名的佛寺約有七所，善導寺是目前現存規模最大的一所。1926年，由信徒捐資建立，原名「淨土宗台北別院」，外觀簡單樸素，和中國寺廟的精雕細琢有很大的不同。大雄寶殿內更禁止喧嘩，充滿了莊嚴的佛教氣氛。
善導寺並在1981年8月，在大雄寶殿旁興建九層樓高的慈恩大樓，1986年10月完成，其中四樓是太虛圖書館，五至七樓是佛教藝術品展覽場地，珍藏了中國北魏、六朝、隋、唐朝、宋朝、元、明、清至近代的藝術品，其中還有一尊「宋代木刻觀音菩薩自在坐像」，年代約在西元1000至1100年，連基座高約一百公分，非常具有歷史價值，曾在故宮博物院展示。
鑒於魏晉南北朝時之石窟造像（如：敦煌石窟、雲岡石窟、龍門石窟等石窟藝術）、以及唐宋以後在民間廣為發展的中國佛教藝術在現代不能普遍被民間欣賞，善導寺佛教歷史藝術館將寺內法師歷年收集魏晉以來之各類佛像及書畫，闢一陳列館，予以陳列。
目前台灣各大博物館中，雖然珍藏了許多中國歷代文物，但有關佛教藝術的文物不甚完整，尤其是魏晉至唐宋年間的石雕藝術精品甚為欠缺。善導寺為了彌補國內博物館對魏晉至唐宋年間石雕藝術的不足，廣泛蒐集魏晉以來各類佛像及文物，於1986年成立佛教歷史博物館，開放民眾參觀；該館遂致力於蒐藏，以為彌補國內博物館早於此一內容之缺憾。善導寺設有陳列室三間，分別設於五、六、七等三樓；五、六兩樓為藝術館館址，七樓藝文館則展出佛教書畫。
五樓展出之各形石雕藝術，多為魏晉六朝時期佛教造像之藝術精品，歷千百年而完整無缺，彌足珍貴。造像內容包括釋迦如來、彌陀世尊、彌勒`菩薩、觀音大士，另有男女供養人立像。這些佛像雕刻時代歷魏晉六朝、隋唐、北宋、遼、至清等朝。於造形上可以看出隋唐以前圓雕之法相，多以自然柔美為主，形態變化多，有正立相、有倒立相、有倚腳、也有盤坐相、有托腮思維、亦有深入禪定二百左右側臥，亦有跡跌坐、半跡跌坐等：各各表情不同，個個傳神互異，慈容滿面，栩栩如生，洋溢著寧靜與莊嚴的美感。
六樓收藏唐、宋、明、清以及近代的木雕佛像、陶瓷佛像、玉雕佛像、牙雕佛像以及金銅佛像。木雕佛像多巨大雄偉，有彩色、原色、金色三種木雕，可惜保存不易大多色彩斑駁，材木剝製。陶瓷佛像則以十八羅漢最為顯目，其中由宋明時代各名窯燒製的佛像亦有多尊，如越州窯、景德窯、鈞窯、口州窯、御窯等。玉雕、牙雕及金銅佛像型體小，較為精緻。
七樓的藝文館展出宋、明、清及近代的佛畫，其中以宋代阿彌陀佛接引像、明代黃道周繪普賢菩薩像和張大千所繪敦煌唐人壁畫吉祥天女像最為重要，亦有文人書晝作更換式展出。

## 歷任住持
| 姓名   | 任期            | 後職                                                                        | 備註             |
| ------ | --------------- | --------------------------------------------------------------------------- | ---------------- |
| 釋印順 | 1956年 - 1957年 | 福嚴精舍導師                                                                | 1957年辭職       |
| 釋演培 | 1957年 - 1960年 | 靈峰般若講堂住持 新加坡佛教福利協會創辦人 新加坡光明山普覺寺住持 玄奘寺住持 |                  |
| 釋默如 | 1960年 - 1961年 |                                                                             | 1961年辭職       |
| 釋了中 | 1987年 - 2018年 |                                                                             | 2022年3月9日圓寂 |
| 釋大慧 | 2018年 - 至今   |                                                                             |                  |

## 交通

### 捷運
- 板南線善導寺站下車， 6 號出口 。

### 公車
- 搭乘公車 49 、 208 、 211 、 246 、 307 、 527 、 604 、 615 至「捷運善導寺站」下車  。
- 搭乘公車 15 、 22 、 202 、 205 、 212 、 220 、 232 、 247 、 253 、 257 、 262 、 265 、276 、 299 、 605 、 671 至「捷運善導寺站」下車 。
- 搭乘公車 202 、 205 、 212 、 220 、 232 、 247 、 257 、 262 、 276 、 299 、 605 、1815 、 2021 、忠孝新幹線至「審計部」下車 。

## 外部連結
- 淨土宗善導寺首頁（页面存档备份，存于）